# Reinout Scholten van Aschat

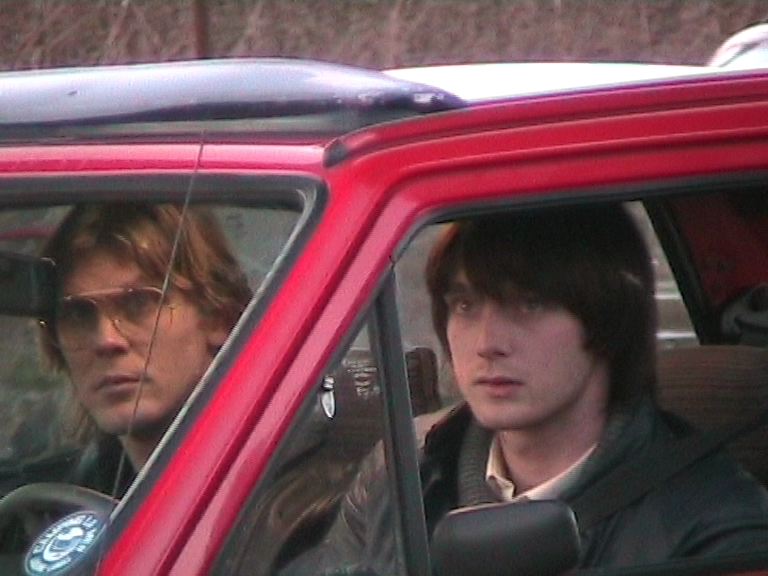
Reinhout van Scholten van Achat (rechts) bei den Aufnahmen zu Die Heineken Entführung

Reinout Scholten van Aschat (* 28. Juni 1989 in Amsterdam) ist ein niederländischer Schauspieler. Zwischen 2013 und 2016  gehörte er zum Stammensemble der Het Nationale Toneel.

## Familie
Scholten van Aschat kommt aus dem niederländischen Adelsgeschlecht Scholten. Er ist der Sohn des Schauspielers Gijs Scholten van Aschat.

## Karriere
Reinout Scholten van Asschat besuchte das Hervormd Lyceum in Amsterdam und anschließend die Toneelacademie Maastricht. Er wirkte auch bei der Toneelgroep Amsterdam mit.
Zwischen 2005 und 2009 übernahm er die Rolle des Roderick Lodewijkx in der Fernsehserie Feine Freundinnen (Gooische Vrouwen), bei der auch sein Vater mitwirkte.
Danach spielte er Rollen unter anderem in der Anwaltsserie Keyzer & De Boer Advocaten und in verschiedenen niederländischen Filmproduktionen wie Kruistocht in spijkerbroek, Afblijven und Timboektoe, ebenso wie Afblijven die Verfilmung eines Buches der niederländischen Kinderbuchautorin Carry Slee; hier spielte Scholten van Aschat eine Nebenrolle.
Im Film Beyond Sleep nach dem Buch  Nooit meer slapen (Nicht mehr schlafen) von Willem Frederik Hermans hatte er die Hauptrolle inne.
Am 5. Oktober 2012 gewann er ein Goldenes Kalb für den besten Schauspieler für seine Rolle in Die Heineken Entführung.

## Filmografie

### Film
- 2006 – Kreuzzug in Jeans (Kruistocht in spijkerbroek)
- 2006 – Afblijven
- 2007 – Timboektoe
- 2011 – Die Heineken Entführung (De Heineken Ontvoering)
- 2012 – Bowy is binnen
- 2013 – Borgman
- 2016 – Beyond Sleep
- 2017 – Off Track
- 2018 – Het leven is vurrukkulluk
- 2018 – Capri-Revolution
- 2019 – The Dutch Boys
- 2019 – Golden Twenties
- 2020 – De Oost
- 2022 – Zee van tijd
- 2022 – Wolke unterm Dach
- 2025 – Welcome Home Baby

### Fernsehen
- 2005–2009 – Gooische Vrouwen
- 2006 – Keyzer & De Boer
- 2011 – Flikken Maastricht
- 2014 – Johan – Logisch is anders (Miniserie), als Johan Cruyff
- 2023: Oxen (Fernsehserie, 4 Folgen)

## Theater
- 2012 – In koud water der Toneelgroep Oostpool, nach dem Buch Ein Zuhause am Ende der Welt von Michael Cunningham
- 2015 – Naar het u bevalt (Wie es euch gefällt) von William Shakespeare